# Dam tot Damloop 1987

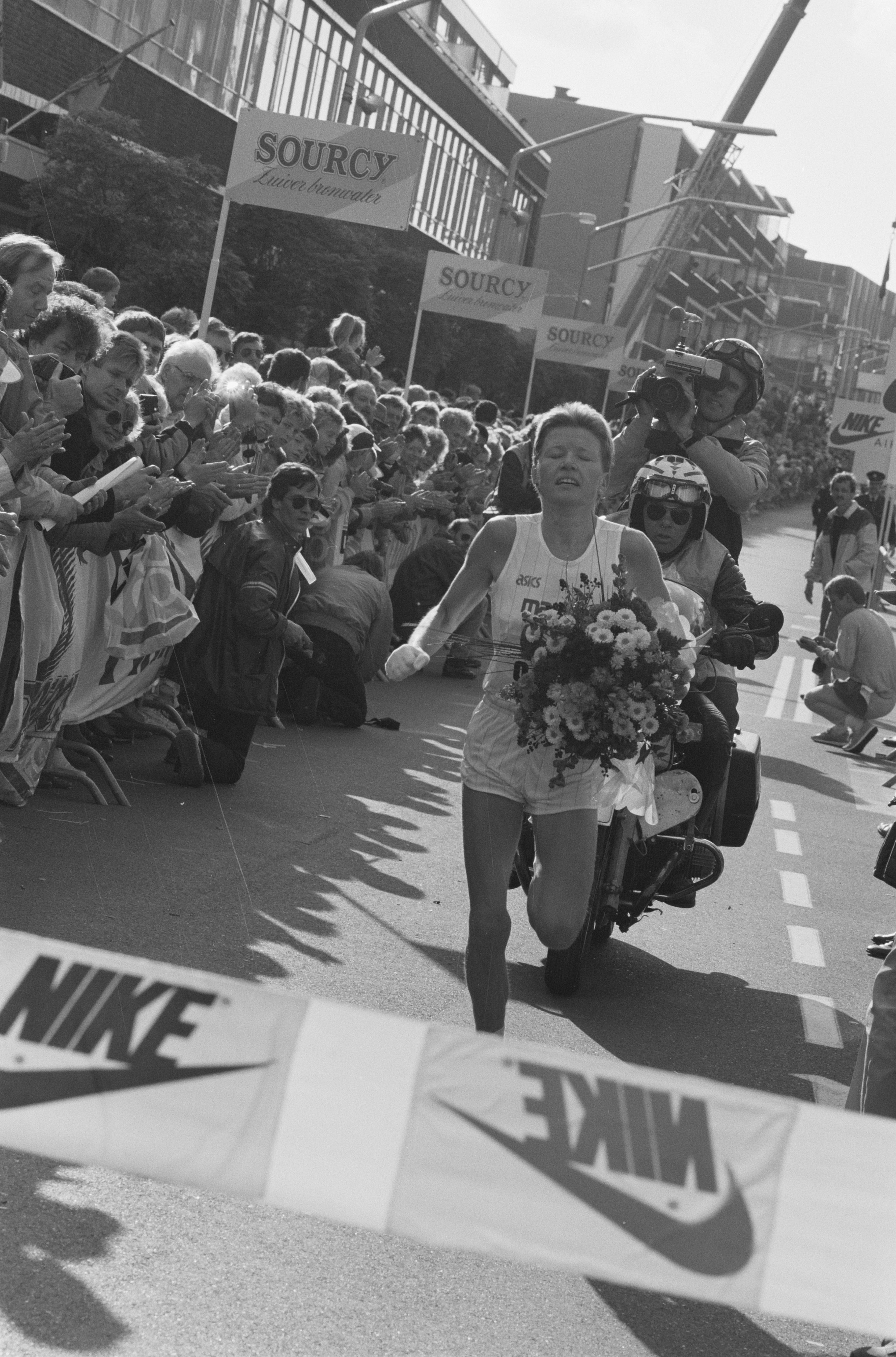
Ingrid Kristiansen gaat met bloemen over de finish.

De Dam tot Damloop 1987 werd gehouden op zondag 11 oktober 1987. Het was de derde editie van deze loop. De hoofdafstand was 10 Engelse mijl (16,1 km), waarvoor het startschot werd gelost op het Damrak.
De wedstrijd werd bij de mannen gewonnen door de Belg Vincent Rousseau in 46.07. Hij versloeg hiermee de Engelsman Martin Mc Cloughlin, die in 46.28 over de streep kwam. Cor Lambregts was de beste Nederlander met een derde plek in 46.29.
Bij de vrouwen won de Noorse Ingrid Kristiansen in 50.31, die voor het eerst in haar sportcarrière 10 Engelse mijl liep. Met deze tijd verbeterde ze niet alleen het parcoursrecord, maar liep ze ook een officieus wereldrecord. Op de finish had ze anderhalve minuut voorsprong op haar concurrentes. Na afloop meldde ze: "Ik had verwacht dat Beurskens me in het begin wel zou bijbenen, maar ik heb haar niet gezien. Omdat ik te langzaam was voor de snelste mannen en te sterk voor de rest, heb ik de tocht op eigen kracht moeten volbrengen." Dat deze tijd een sterk staaltje was bleek jaren later, want geen enkele vrouw wist sindsdien ooit sneller te lopen (peildatum maart 2016).
In totaal namen 12.050 mensen deel aan het evenement, waarvan 9700 lopers op de 10 Engelse mijl en 2350 kinderen bij de minilopen.

## Wedstrijd
Mannen
| rang   | naam                | land | tijd  |
| ------ | ------------------- | ---- | ----- |
| Goud   | Vincent Rousseau    | BEL  | 46.07 |
| Zilver | Martin Mc Cloughlin | ENG  | 46.28 |
| Brons  | Cor Lambregts       | NED  | 46.29 |
| 4      | Marti ten Kate      | NED  | 46.34 |
| 5      | Geert de Ruddere    | BEL  | 46.41 |
| 6      | Alex Hagelsteens    | BEL  | 46.58 |
| 7      | Fernando Mamede     | POR  | 46.58 |
| 8      | Rob de Brouwer      | NED  | 47.19 |
| 9      | Hugh Jones          | ENG  | 47.44 |
| 10     | Hans Koeleman       | NED  | 47.45 |

Vrouwen
| rang   | naam               | land | tijd  |
| ------ | ------------------ | ---- | ----- |
| Goud   | Ingrid Kristiansen | NOR  | 50.31 |
| Zilver | Carla Beurskens    | NED  | 53.21 |
| Brons  | Agnes Pardaens     | BEL  | 54.06 |
| 4      | Lieve Slegers      | BEL  | 54.44 |
| 5      | Barbara Maaskant   | NED  | 55.51 |

1985 ·
1986 ·
1987 ·
1988 ·
1989 ·
1990 ·
1991 ·
1992 ·
1993 ·
1994 ·
1995 ·
1996 ·
1997 ·
1998 ·
1999 ·
2000 ·
2001 ·
2002 ·
2003 ·
2004 ·
2005 ·
2006 ·
2007 ·
2008 ·
2009 ·
2010 ·
2011 ·
2012 ·
2013 ·
2014 ·
2015 ·
2016 ·
2017 ·
2018 ·
2019